# Leiobunum davisi
Leiobunum davisi is een hooiwagen uit de familie Sclerosomatidae.